# Spathiulus tuolumnus
Spathiulus tuolumnus är en mångfotingart som beskrevs av Chamberlin 1950. Spathiulus tuolumnus ingår i släktet Spathiulus och familjen Parajulidae. Inga underarter finns listade i Catalogue of Life.